# Брюховицький форт
Брюхо́вицький форт (інша назва — З'явленська гора) — фортифікаційна споруда на околиці Львова, один з 11 фортів, що мав забезпечувати кругову оборону міста. 
Форт розташований у смт Брюховичах, що на північний захід від Львова, на крутому пагорбі за назвою З'явленська гора (пагорб у межах Розточчя), неподалік від брюховицького цвинтаря і лісництва. 

## Опис
Форт займає вигідне становище на високому пагорбі (колись не залісненому), який з трьох боків (з півночі, заходу й півдня) має стрімкі схили і з якого було добре видно довколишні долини на багато кілометрів. Форт складається з кількох критих галерей з бійницями, споруджених з цегли (стіни) і бетону (перекриття, бруствери), а також мережі окопів. На самій вершині пагорба, вище галерей, в заглибленні, розташовані два схрони. Зі сходу пагорб з’єднаний вузькою перемичкою з іншими пагорбами Брюховицького лісу. До форту прокладена ґрунтова дорога (збереглась донині), яка в багатьох місцях захищена валом. 

## З історії форту
Початок будівництва відносять до 1887 року. Вже тоді влада Австро-Угорської імперії розуміла, що агресивна політика Росії може, зрештою, призвести до великої війни. Тому було прийнято рішення укріпити деякі міста Галичини, зокрема Львів та Перемишль (див. Перемишльська фортеця). Будівництво форту завершено після 1912 р. 
Вже під час будівництва форт втратив своє оборонне значення, адже на початку ХХ ст. в арміях європейських держав почали використовувати тактику стрільби із закритих позицій. Тому під час воєнний дій форт можна було легко обстрілювати з гармат. 
Коли почалася Перша світова війна, австрійське командування не намагалося утримувати Брюховицьку позицію, як, зрештою, і весь Львів. Проте згодом, 1915 року, під час контрнаступу австрійських військ (відомішого, як наступ генерала Маккензена), російське командування обладнало форт своїми гарматами. Найімовірніше, це були тридюймові (76,2 мм) швидкострільні гармати зразка 1902 року (дальність стрільби — 8500 м). Австрійські війська виявили і вибили росіян із зайнятих позицій за допомогою 305-мм мортир, так званих «мерзерів». 
Після цього форт ніхто більше не використовував. Нині він перебуває у напівзруйнованому стані.

## Світлини

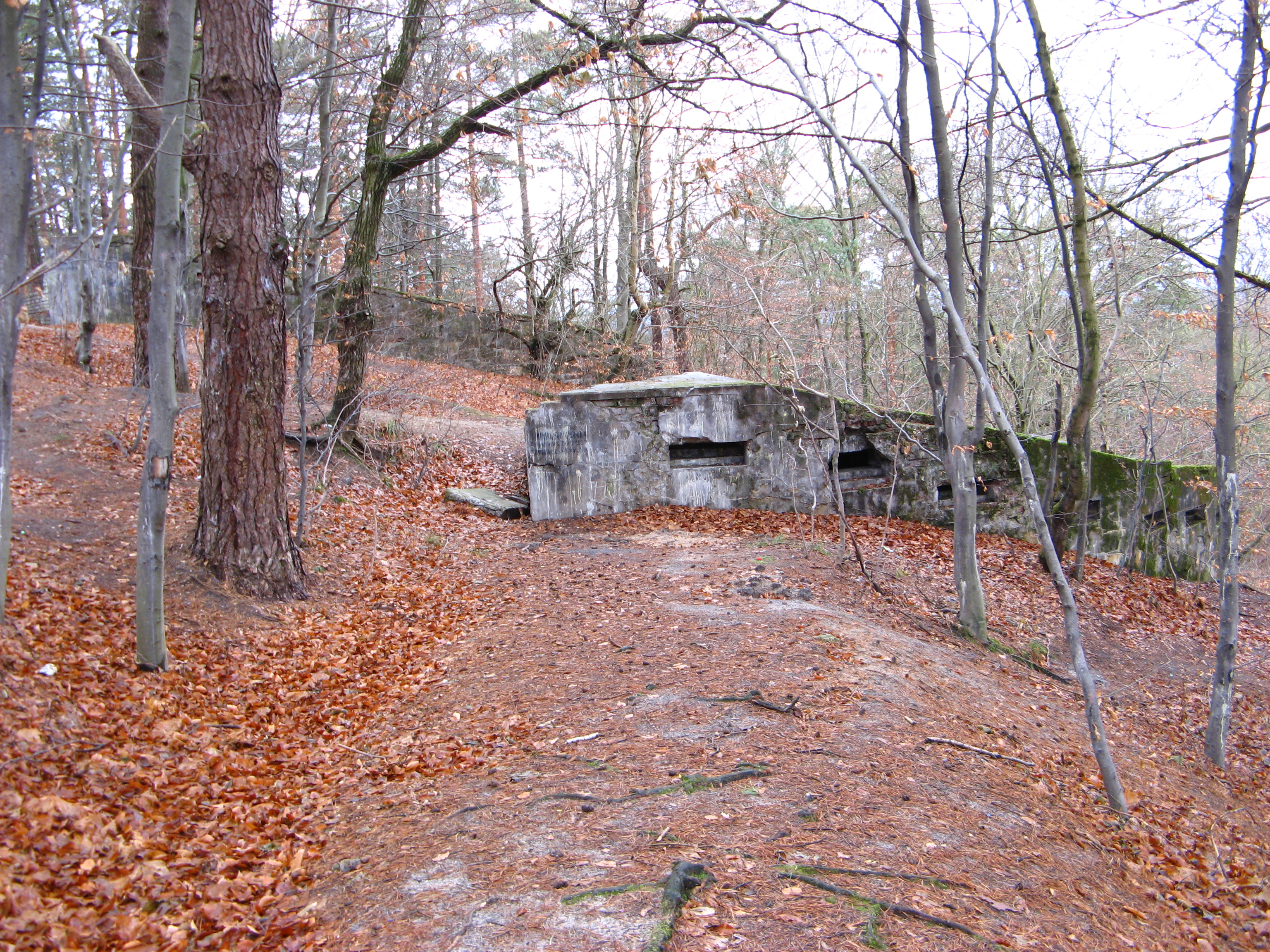
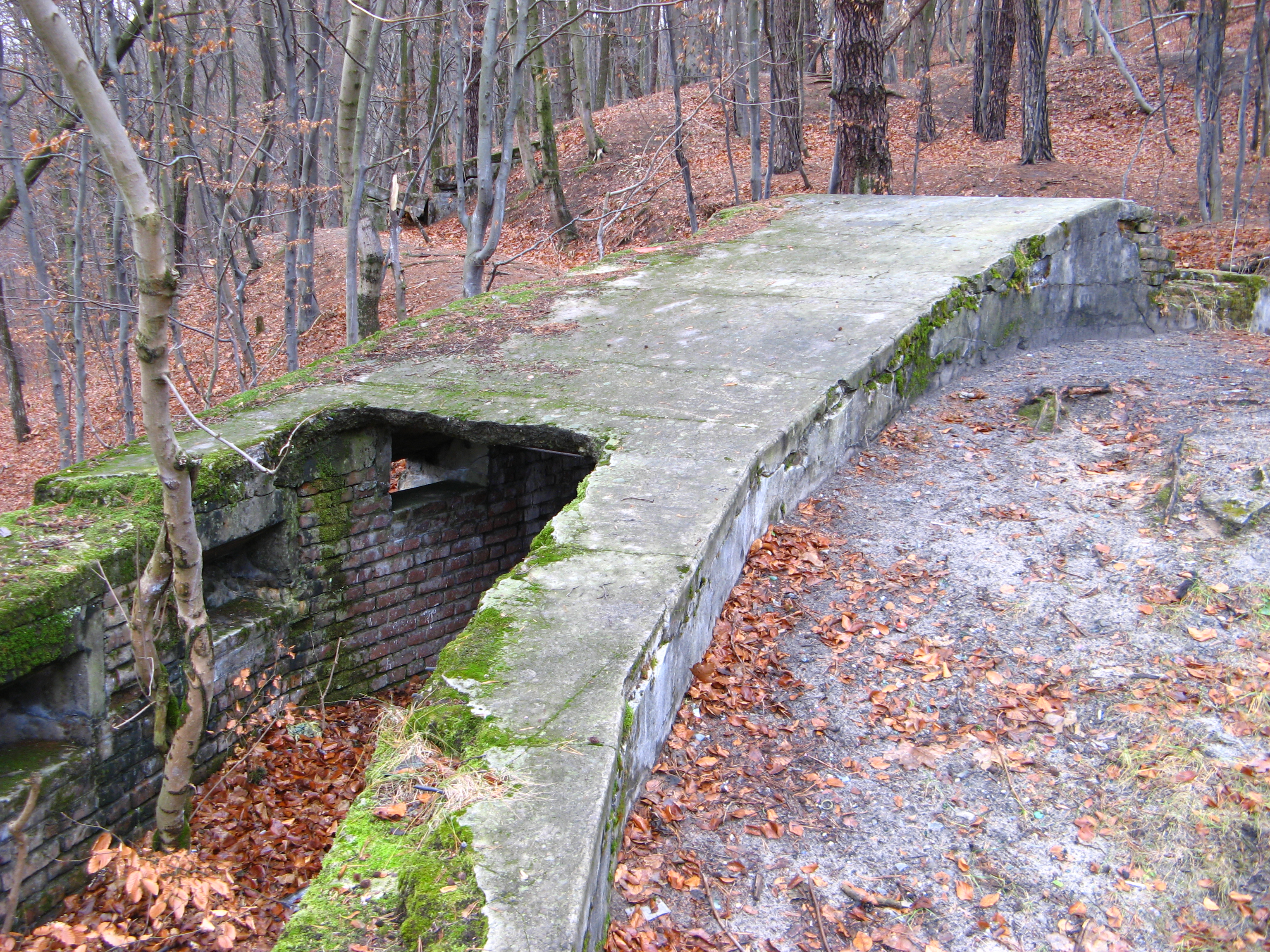
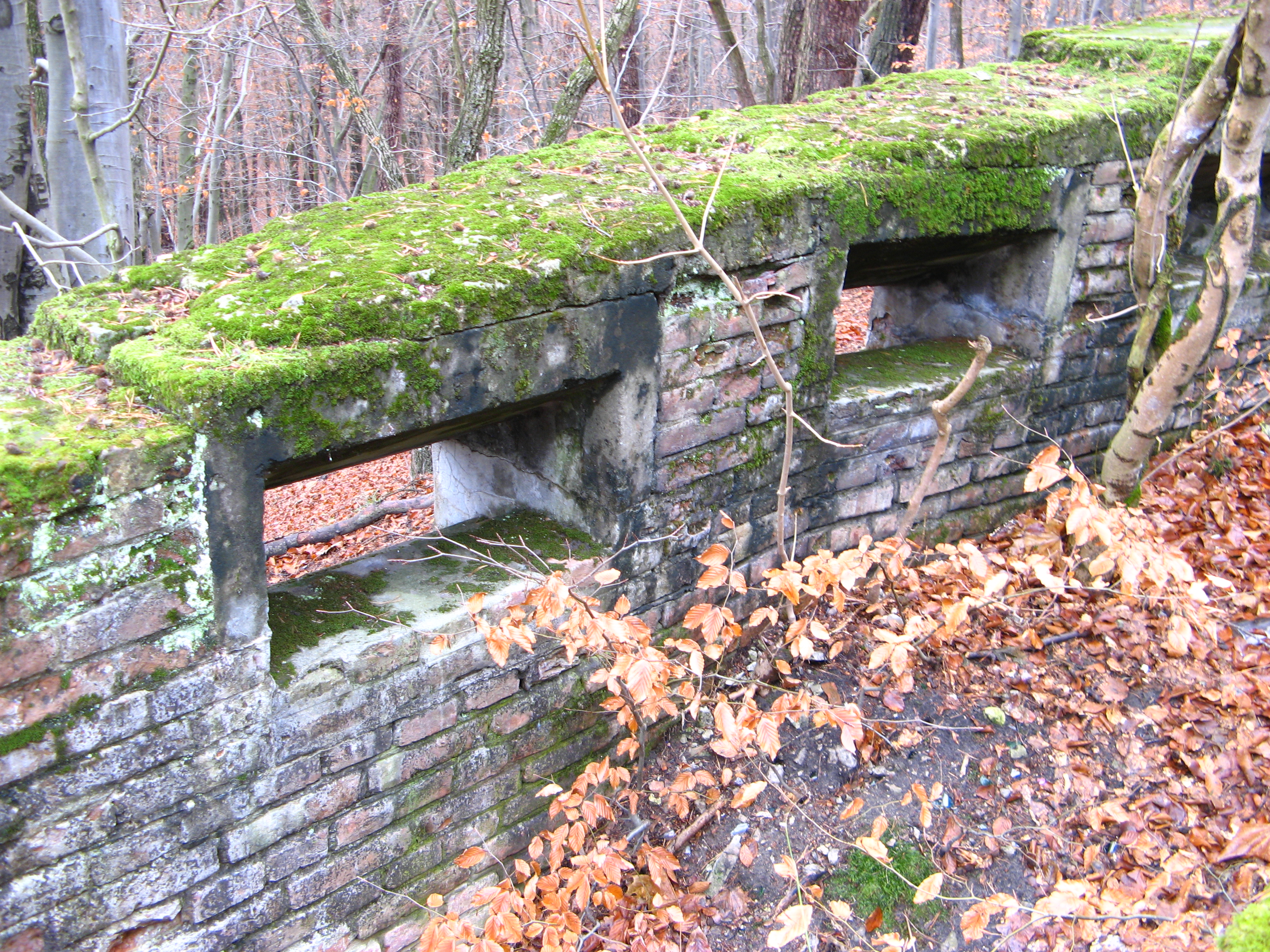
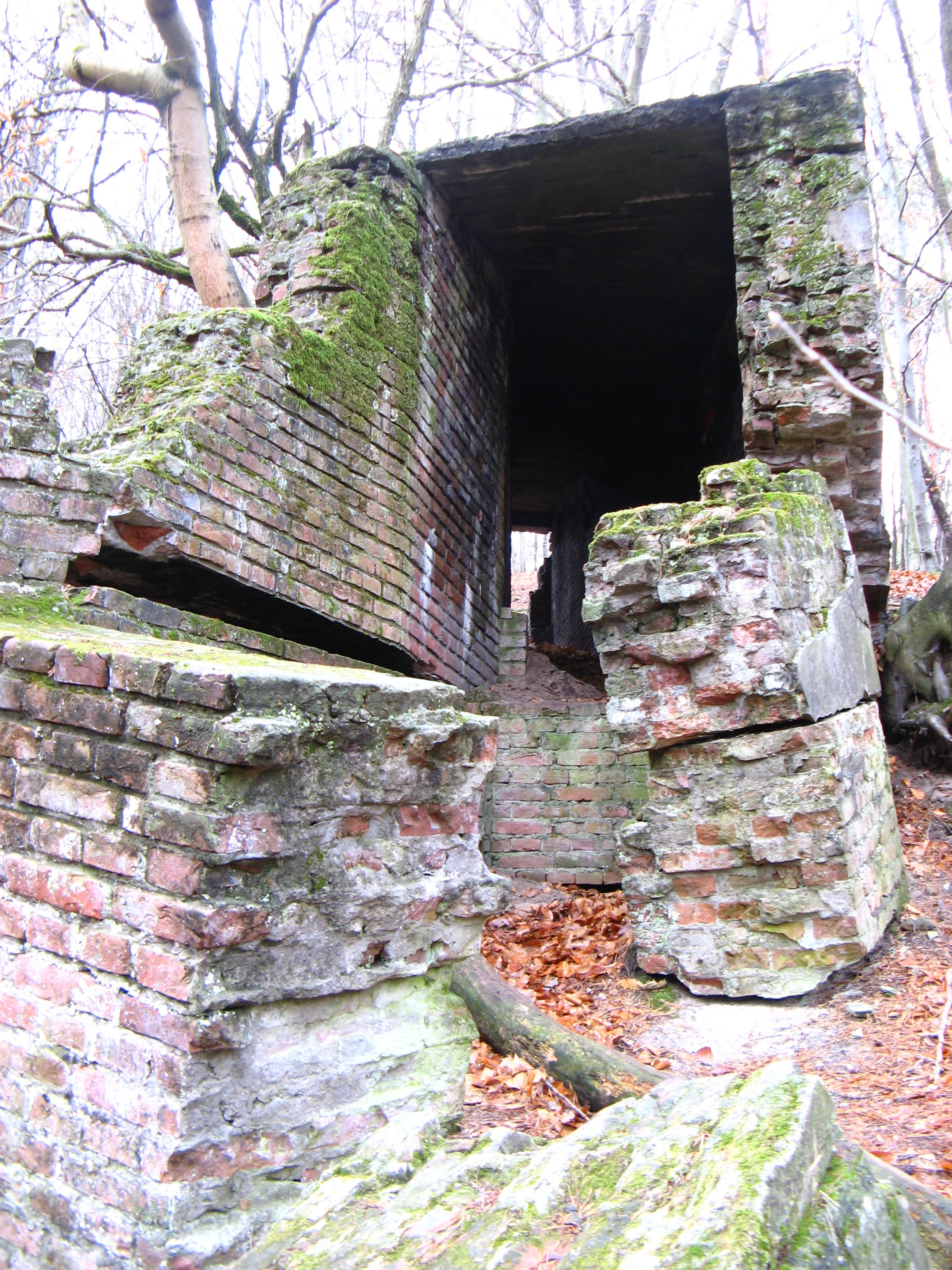
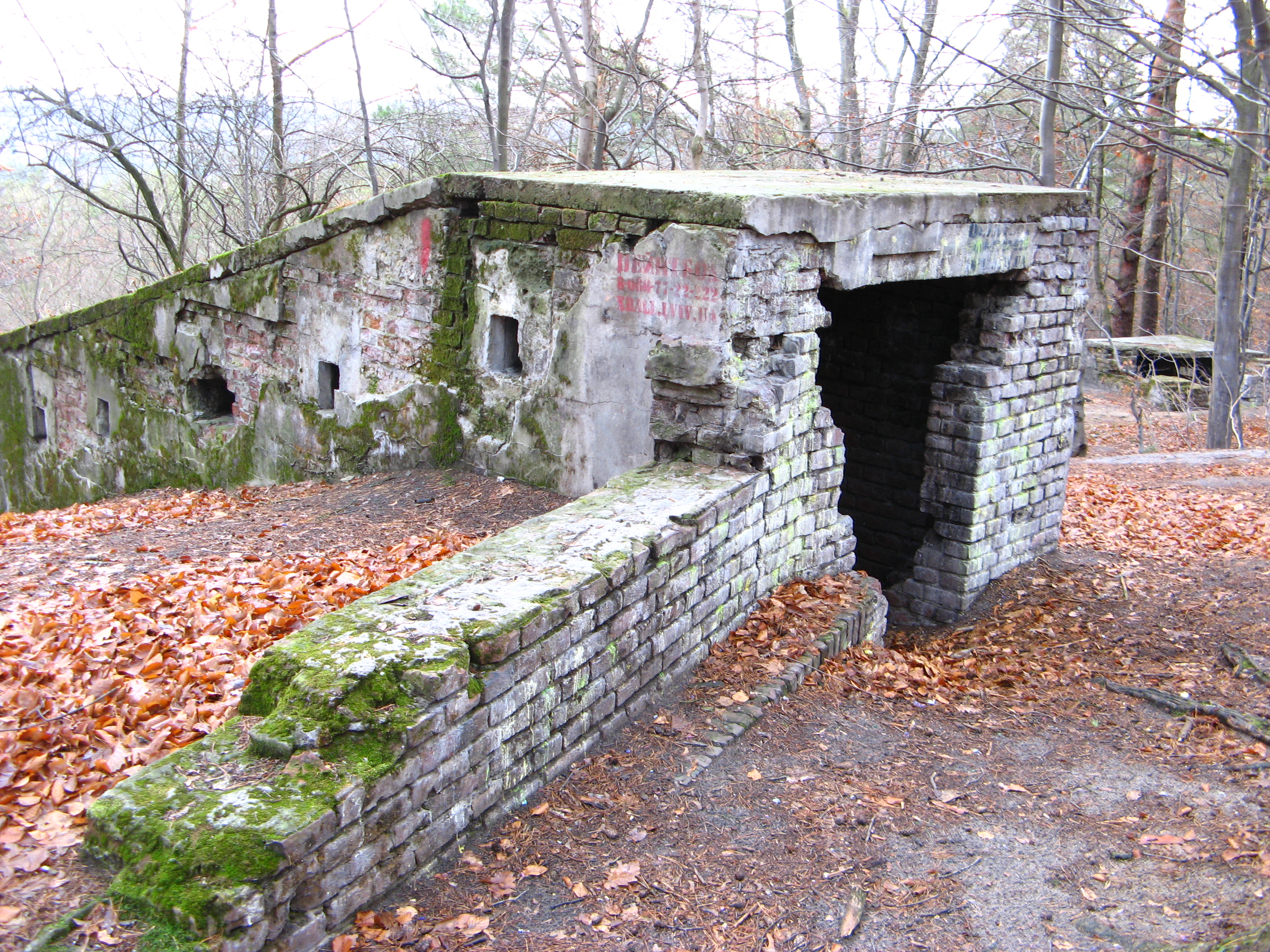
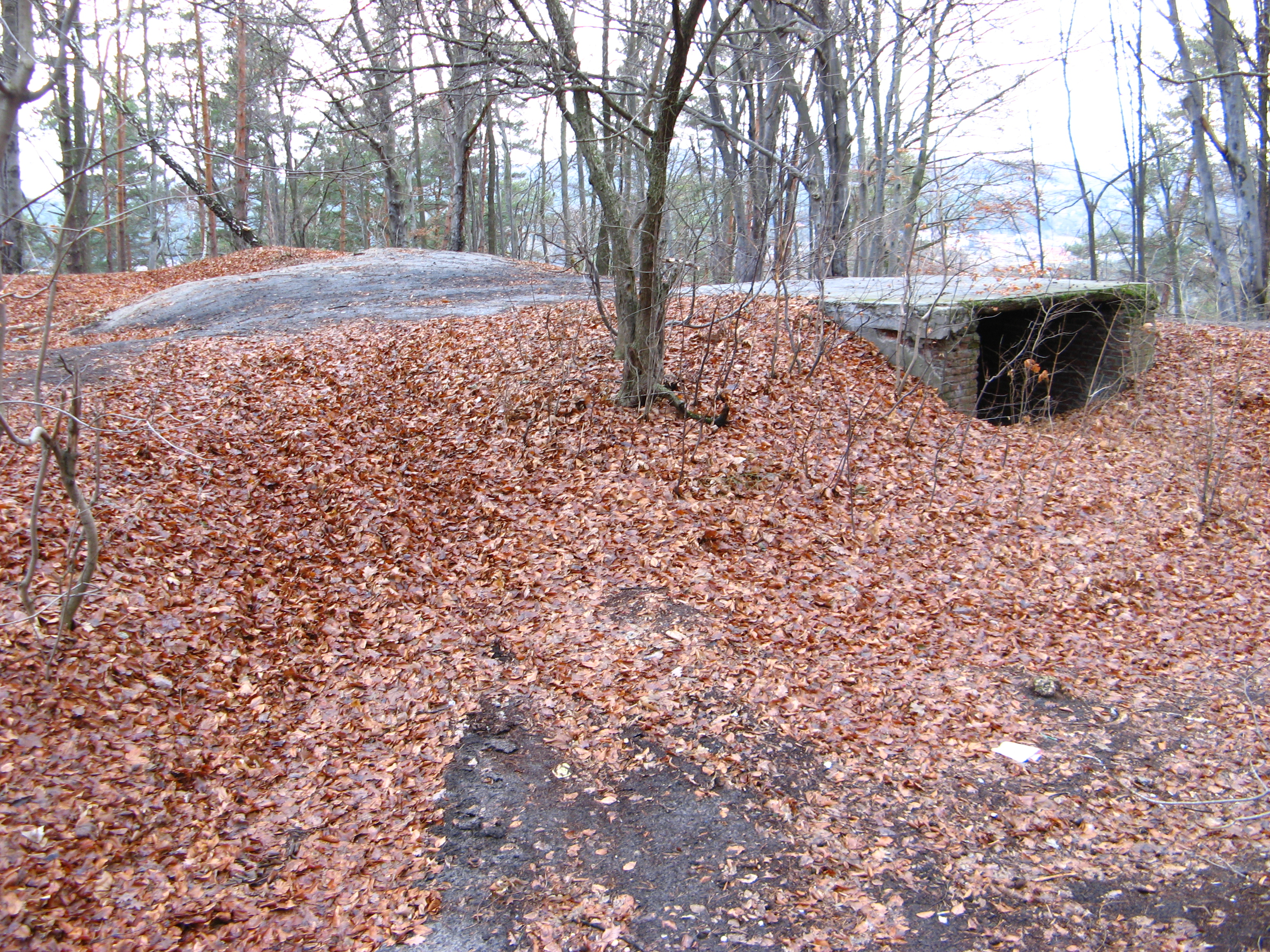
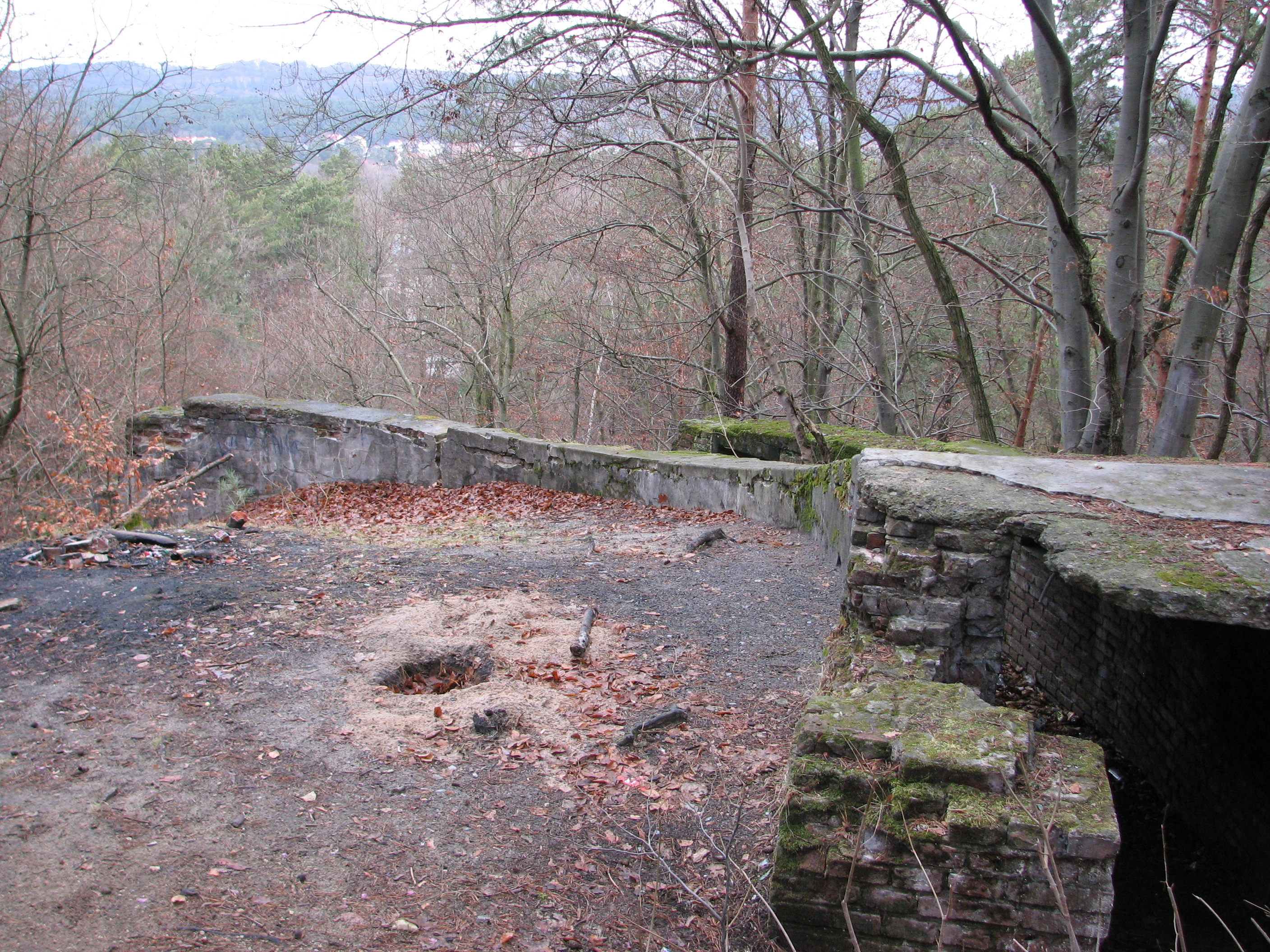
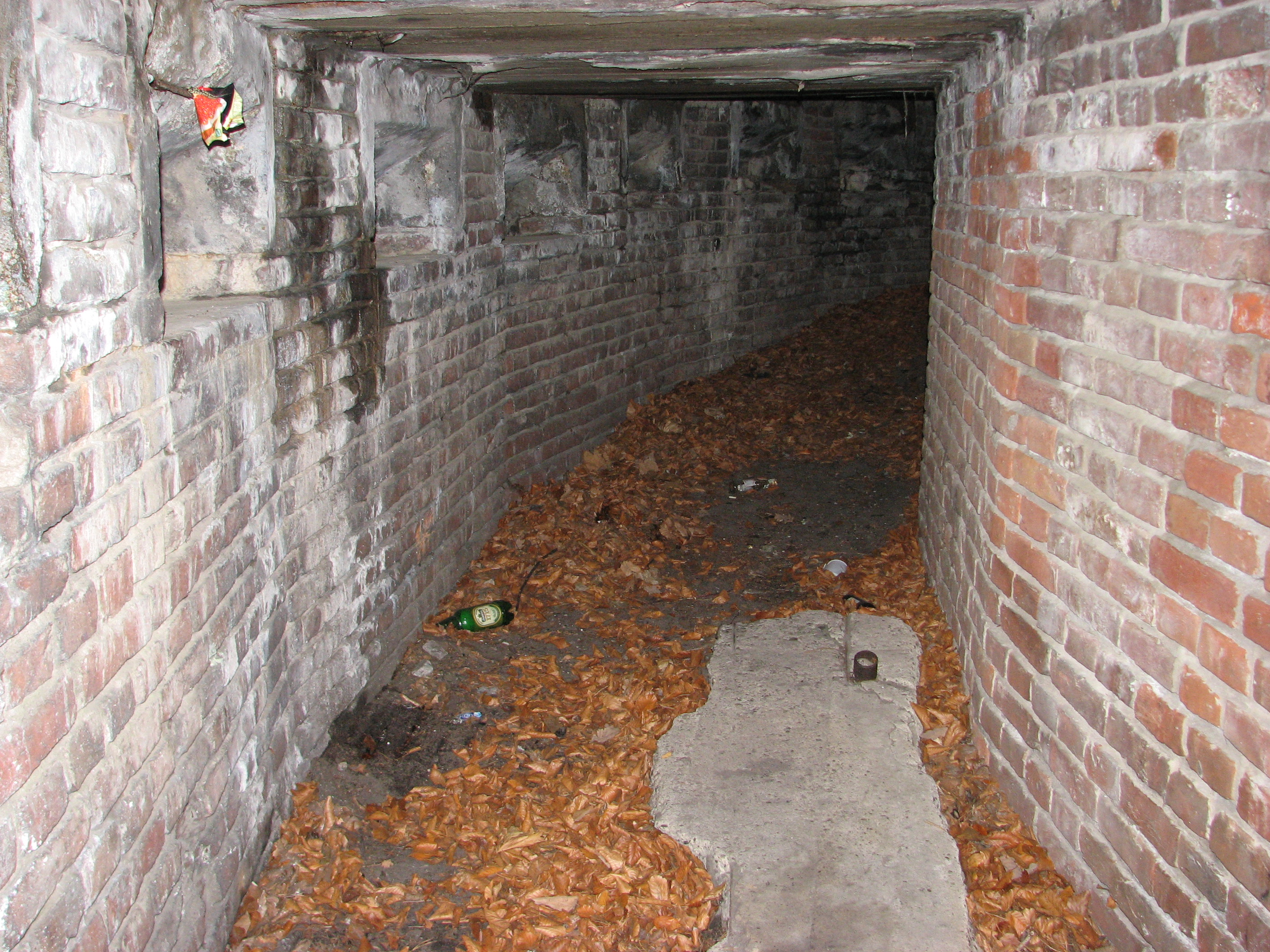
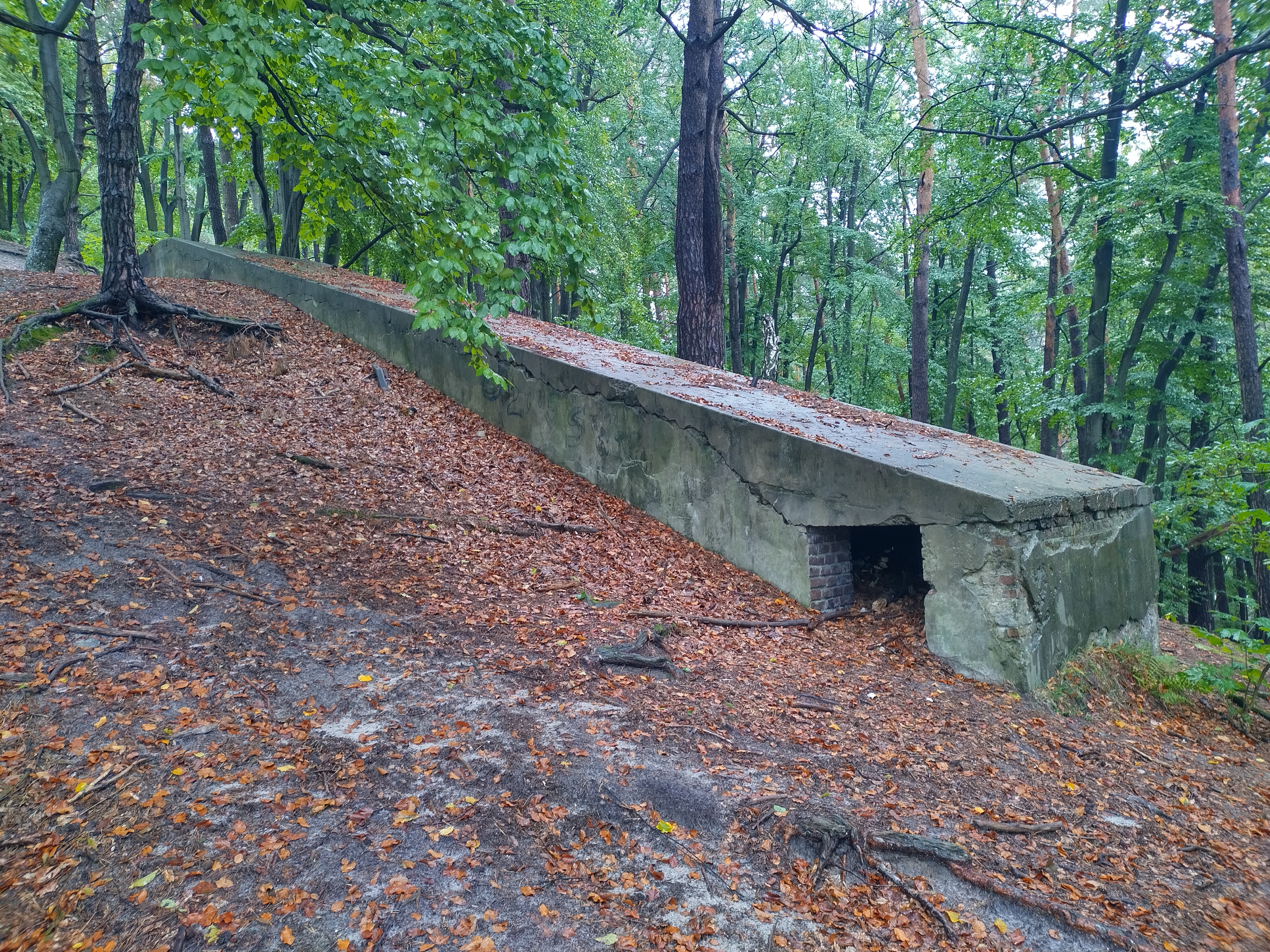